# Grzeszny żywot Franciszka Buły
Grzeszny żywot Franciszka Buły – film polski w reżyserii Janusza Kidawy, zrealizowany w 1980, w którym twórca próbuje utrwalić w fabularnej fikcji obyczajowość polskiego Śląska.

## Fabuła
Film opowiada o losach mieszkańców Górnego Śląska w okresie dwudziestolecia międzywojennego. Przedstawia realia tamtych lat – podział Górnego Śląska granicą polsko-niemiecką, problemy górnośląskich górników, strajki i kryzys gospodarczy. Tytułowy bohater, Franciszek Buła, z powodu panującej w rodzinie biedy, po śmierci ojca w wieku 15 lat podejmuje pracę w kopalni. Tam styka się z komunistycznym agitatorem, a zaproszony przez niego na spotkanie z delegatem z Warszawy, zostaje aresztowany za związki z komunistami i posądzenie o kradzież. Trafia do więzienia, w międzyczasie umiera jego matka. Po wyjściu na wolność trudni się przemytem, nielegalnym wydobyciem węgla z biedaszybów, w końcu postanawia zostać elwrem – członkiem trupy wędrownych artystów (połączenia cyrku, kabaretu i kapeli miejskiej), utrzymujących się z datków za występy na górnośląskich podwórkach. W obliczu zbliżającej się wojny trupa Franciszka Buły postanawia przeznaczyć zarobione pieniądze na zakup karabinu maszynowego dla polskiej armii. W ostatnim geście protestu Franciszek i jego kamraci oddają mocz na witające Niemców graniczne hasło.
W filmie wystąpiło wielu naturszczyków.

## Obsada
- Andrzej Grabarczyk – Franciszek Buła
- Jarosław Antonik – Franciszek Buła w dzieciństwie
- Jerzy Cnota – Wilek Lizoń, konferansjer „elwrów”
- Mirosław Krawczyk – Stanik
- Adam Baumann – „Zagłębiak”
- Henryk Stanek – Gajda
- Henryk Skolik – brat Gajdy
- Tadeusz Chrostek – żongler
- Ginter Benkartek – fakir
- Urszula Benkartek – Hejdla, córka fakira
- Irena Moczygęba – Pina
- Dorota Wdowik – Marika
- Halina Wyrodek – matka Buły
- Marian Dziędziel – ojciec Buły
- Jerzy Kuczera – Edik Grossbaum
- Grażyna Szapołowska – (podwójna rola) matka Kariny, dorosła Karina
- Andrzej Mrożewski – pan de Berg
- Janina Pustówka – Starka
- Magdalena Scholl – Karina w dzieciństwie
- Andrzej Skupiński – górnik Brzuska
- Bolesław Abart – oficer niemiecki
- Michał Leśniak – szynkarz Onderka
- Marian Łącz – Ficek
- Tadeusz Madeja – nauczyciel
- Beata Maj – nauczycielka
- Wiesław Wójcik – mężczyzna na pogrzebie ojca Buły
- Jan Bógdoł – celnik
- Czesław Magnowski – widz
- Jacek Bryniarski
- Lucjan Czerny
- Bożena Gazewska
- Władysław Gluch(inne języki)
- Antoni Gryzik
- Jan Klemens
- Ambroży Klimczak
- Elżbieta Laskiewicz
- Marta Ławińska
- Jan Mayzel
- Henryk Maruszczyk
- Jerzy Siwy
- Bogdan Zieliński

## Interpretacje
Choć film przypomina o udziale niemieckich mieszkańców w złamaniu polskiego oporu we wrześniu 1939 r., to według Jarosława Suchoplesa jego wymowa podkreśla wartość zniszczonej przez wojnę różnorodności etnicznej i tożsamości regionalnej.